# Đèo Jablunkov

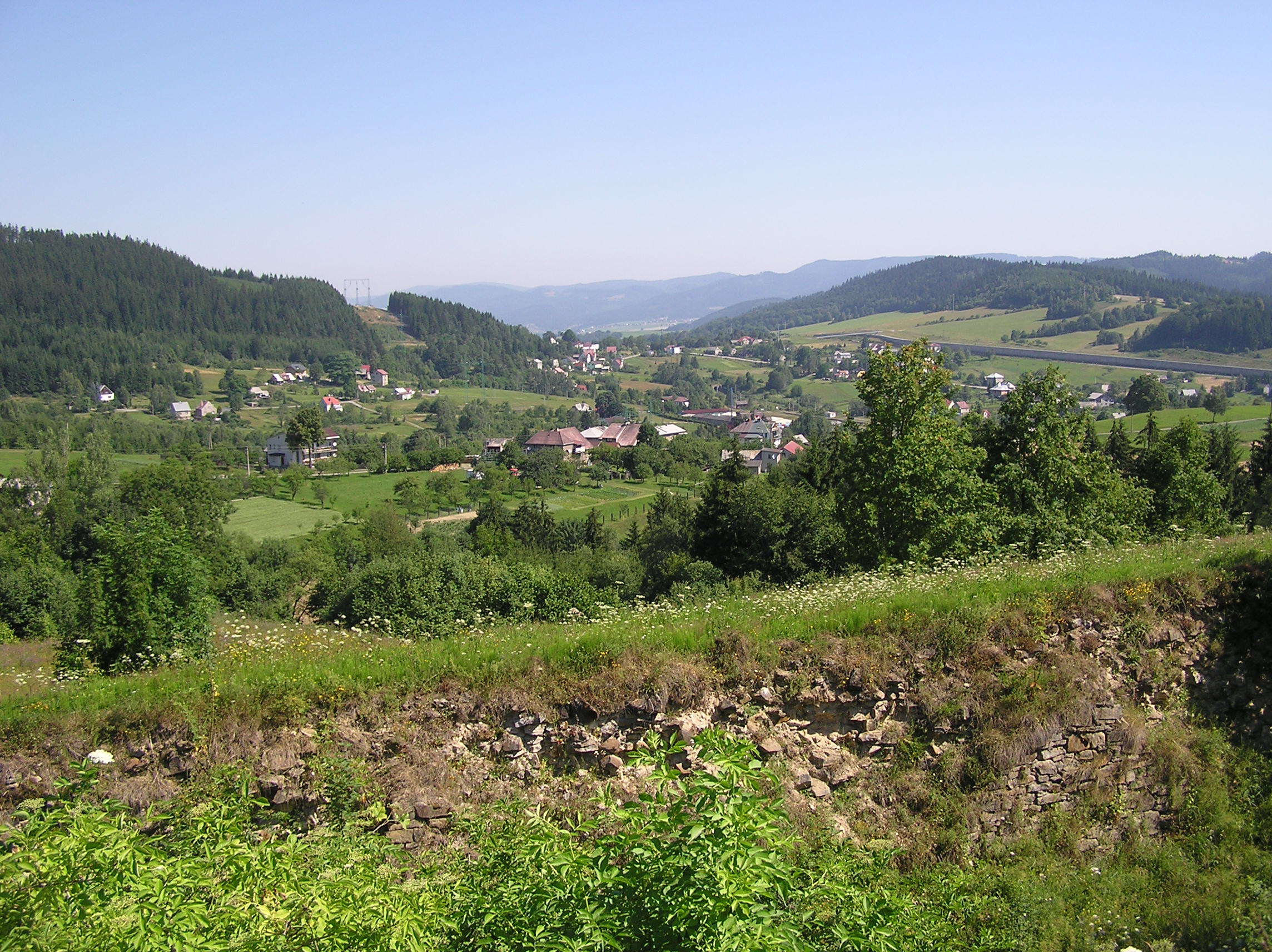
Đèo Jablunkov

Đèo Jablunkov (tiếng Séc: Jablunkovský průsmyk, tiếng Ba Lan: Przełęcz Jabłonkowska) là một con đèo nổi tiếng ở Cộng hòa Séc và thuộc dãy núi Beskids với độ cao 553 m so với mực nước biển. Đèo Jablunkov gần biên giới với Ba Lan và Slovakia.
Con đèo này do bàn tay con người tạo ra từ trước thời Trung cổ. Đèo ngăn cách hai dãy núi Moravian-Silesian Beskids và Silesian Beskids. Con đèo này được đánh giá là một trong những tuyến đường giao thông quan trọng bậc nhất ở Tây Karpat. Chạy song song với con đèo là Tuyến đường sắt Košice-Bohumín nối từ Thượng Hungary đến Silesia.
Từ rất lâu trước thời Trung cổ, đèo Jablunkov đóng góp một phần quan trọng trong lĩnh vực vận tải. Trên cung đường này, các đoàn lữ hành thường xuyên bị bọn cướp tấn công. Vì vậy một số pháo đài đã được xây dựng xung quanh làng Mosty u Jablunkova để bảo vệ nhà lữ hành. Theo nghiên cứu của các nhà khảo cổ cho rằng những pháo đài này có thể được xây dựng vào khoảng thế kỷ 13. Sau này, nhu cầu đi lại và nhu cầu trao đổi hàng hóa của con người tăng lên nhanh chóng thì tuyến đường thương mại này một lần nữa khẳng định được tầm quan trọng của nó. Đến năm 1529, Cộng hòa Séc đứng trước nguy cơ bị Thổ Nhĩ Kỳ tấn công, hàng loạt các pháo đài mới đã được xây dựng củng cố trên cung đèo này. Nó có vai trò như một mặt trận trong Cuộc chiến tranh Ba mươi năm. Khi chiến tranh kết thúc, Jablunkov được cải tạo lại và Nữ công tước xứ Cieszyn xây dựng một pháo đài lớn hơn ở gần đó. Mặc dù con người cải tạo thường xuyên và cải tạo lần cuối vào năm 1808, theo thời gian các pháo đài không tránh khỏi xuống cấp dẫn tới đổ nát. Khi các pháo đài không thể sử dụng được nữa, người dân địa phương nhặt các bộ phận của nó làm vật liệu xây dựng. Ngày nay, dấu tích của các công trình này phục vụ rất nhiều cho công tác nghiên cứu khảo cổ và trở thành một điểm du lịch nổi tiếng.
Đầu thế kỉ 20, tại đây liếp xảy ra chiến tranh và tranh chấp lãnh thổ. Tháng 10 năm 1938, toàn bộ đèo Jablunkov và khu vực Zaolzie bị Ba Lan đánh chiếm. Tiếp sau đó, sự cố Jabłonków xảy ra vào đêm ngày 25-26 tháng 8 năm 1939. Một nhóm đặc vũ trang người Đức thuộc Trung đoàn Brandenburg có tên là Abwehr đã tấn công nhà ga xe lửa ở Mosty. Sự cố Jabłonków được cho là ngòi nổ đầu tiên dẫn tới Chiến tranh thế giới thứ hai.
Mosty u Jablunkova là một ngôi lang nằm trong đèo Jablunkov và gắn liền với lịch sử thăng trầm của con đèo.